# Palacios de Sanabria
Palacios de Sanabria ist ein nordwestspanischer Ort und eine Gemeinde (municipio) mit 230 Einwohnern (Stand: 2024) im Osten der Provinz Zamora der Autonomen Gemeinschaft Kastilien-León. Die Gemeinde besteht neben dem Hauptort Palacios de Sanabria aus den Ortschaften Otero de Sanabria, Remesal und Vime de Sanabria.

## Lage
Palacios de Sanabria liegt in der kastilischen Hochebene in einer Höhe von etwa 955 m. Die Provinzhauptstadt Zamora ist etwa 100 Kilometer (Fahrtstrecke) in südöstlicher Richtung entfernt. Durch die Gemeinde führt die Autovía A-52. Das Klima im Winter ist durchaus kalt, im Sommer dagegen warm bis heiß, Regen (794 mm/Jahr) fällt verteilt übers ganze Jahr.

## Bevölkerungsentwicklung
| Jahr      | 1970 | 1981 | 1991 | 2001 | 2011 | 2021 |
| Einwohner | 492  | 522  | 337  | 329  | 287  | 225  |

## Sehenswürdigkeiten
- Thomaskirche in Otero de Sanabria
- Christusheiligtum

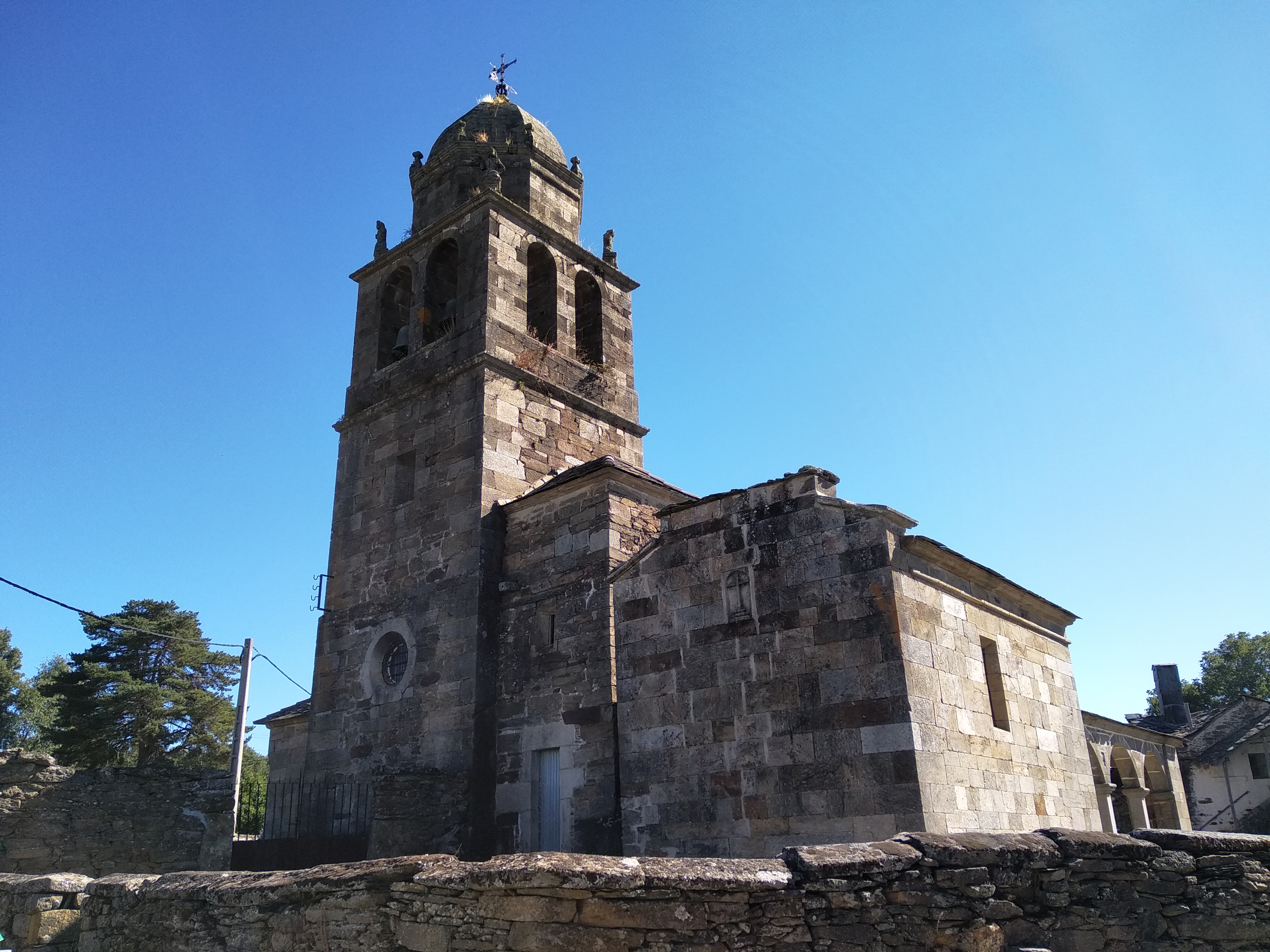
Thomaskirche
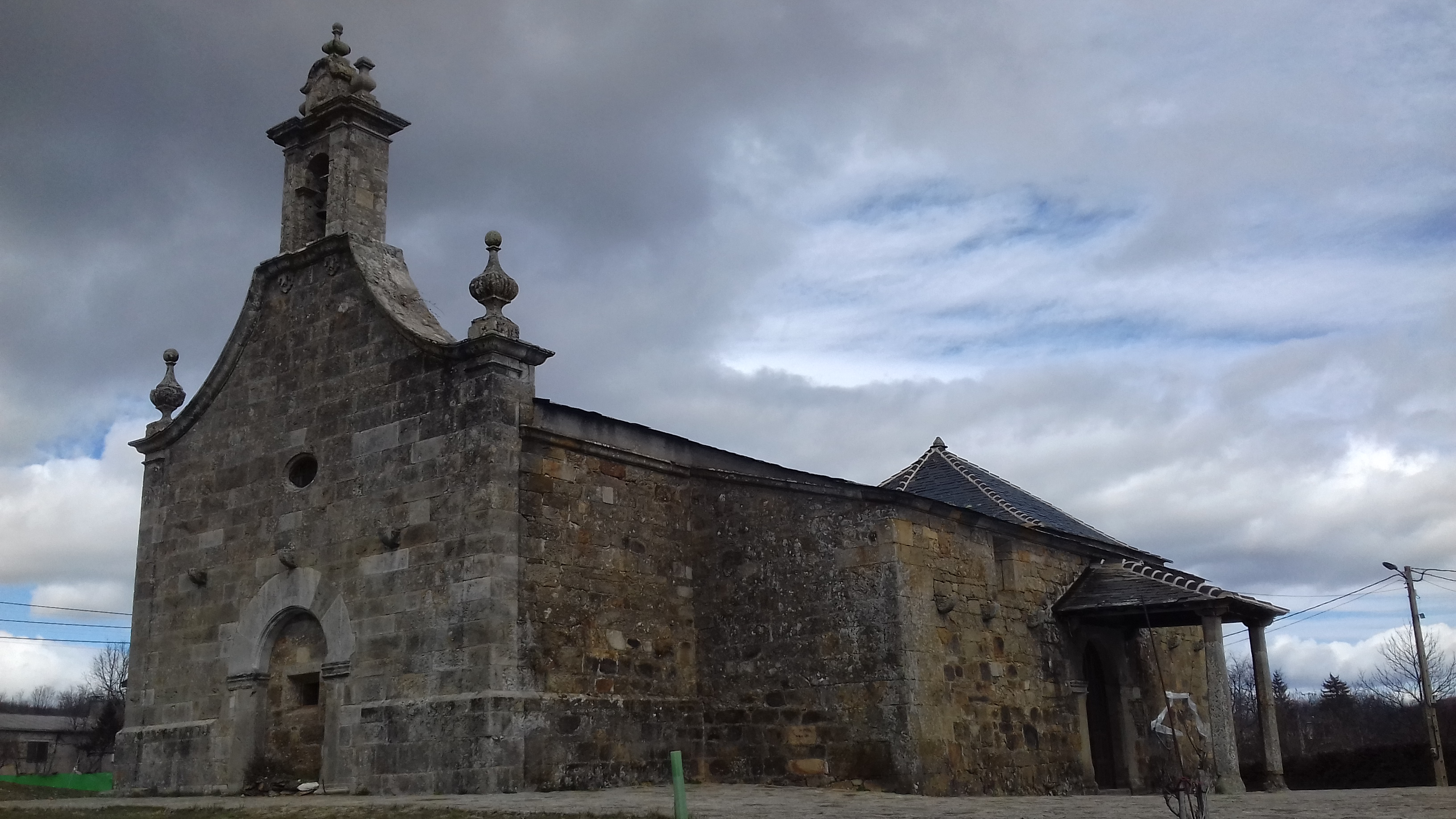
Christusheiligtum
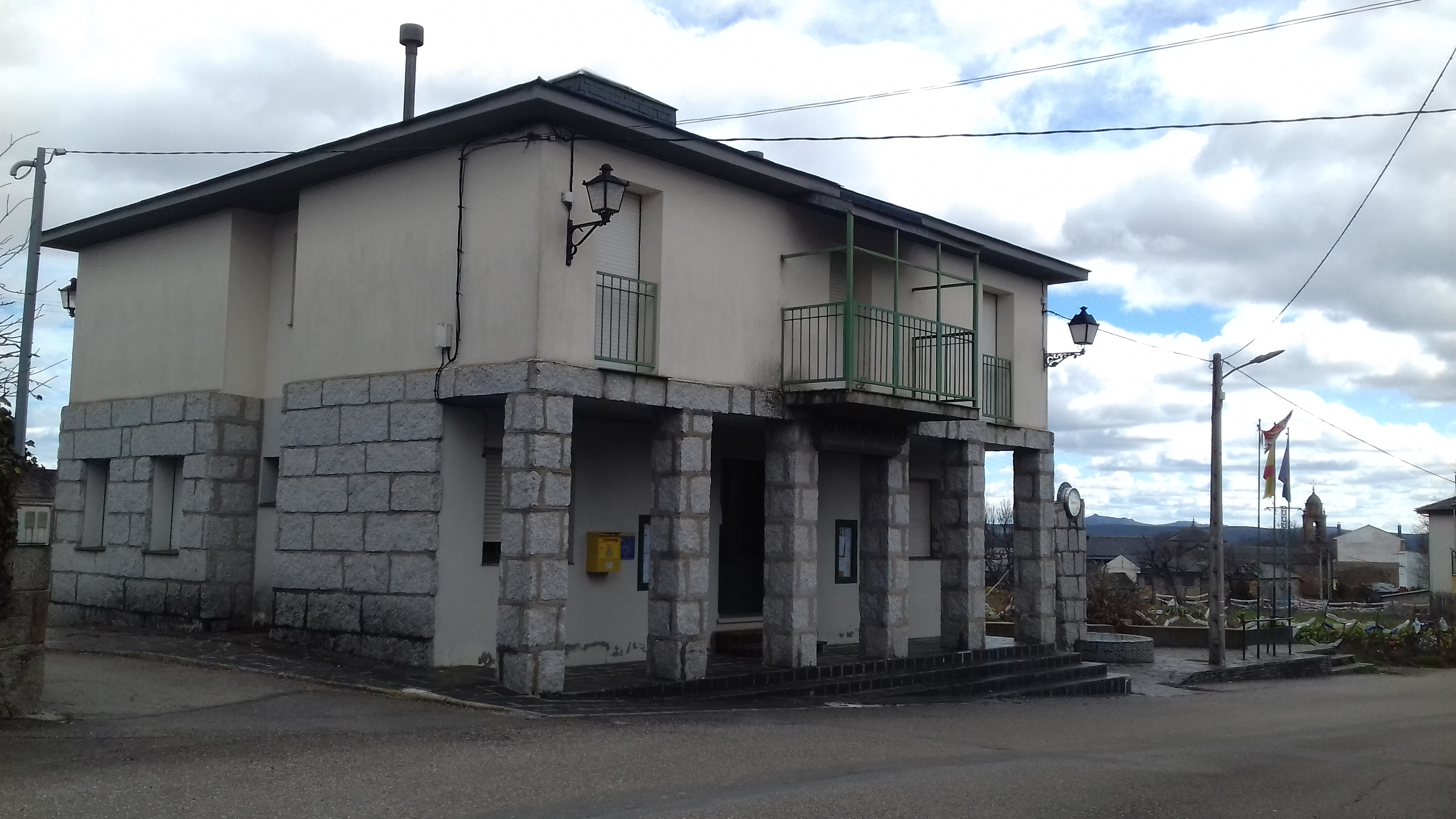
Rathaus